# Clasă cristalografică
Clasa cristalografică este un set de operații de simetrie din geometria euclidiană tridimensională, cu ajutorul căreia se descrie simetria unui corp. În cristalografie există 32 de clase de cristalizare posibile, a căror precizare este importantă pentru descrierea spațială a cristalului respectiv. În fizica moleculară, aceste grupe de puncte de simetrie moleculară sunt indispensabile pentru reprezentarea spectroscopică a moleculei.

## Noțiuni matematice de bază
Grupa de simetrie a unui corp este privită din punct de vedere matematic ca o mulțime a tuturor sistemelor de operații posibile. Astfel de sisteme de operații sunt: punctul de simetrie, axa de simetrie, suprafețele de simetrie, precum și datele combinate obținute prin rotirea acestora, care în general nu pot fi comutative sau translative.

## Nomenclatura internațională
Sunt mai răspândite în cristalografie două sisteme de sisteme, și anume sistemul lui Carl Hermann și al lui Hermann-Mauguin, ambele fiind acceptate pe plan internațional. În fizica moleculară este acceptat sistemul de simboluri a lui Schoenflies. Nu toate simetriile axelor de rotire unei molecule pot fi aplicate în cazul unui cristal, lucru observat de Pierre Curie.

## Principalele clase de simetrie
| Sistem de cristalizare | Clasa cristalului               | Schönflies | Hermann-Mauguin                                                                                     | Hermann/Mauguin Simbol         |
| ---------------------- | ------------------------------- | ---------- | --------------------------------------------------------------------------------------------------- | ------------------------------ |
| sistemul triclinic     | triklin-pedial                  | C1         | {\displaystyle 1\ }                                                                                 | {\displaystyle 1\ }            |
| sistemul triclinic     | triklin-pinakoidal              | Ci         | {\displaystyle {\bar {1}}}                                                                          | {\displaystyle {\bar {1}}}     |
| sistemul monoclinic    | monoklin-sphenoidic             | C2         | {\displaystyle 2\ }                                                                                 | {\displaystyle 2\ }            |
| sistemul monoclinic    | monoklin-domatic                | Cs         | {\displaystyle m\ }                                                                                 | {\displaystyle m\ }            |
| sistemul monoclinic    | monoklin-prismatic              | C2h        | {\displaystyle 2/m\ }                                                                               | {\displaystyle 2/m\ }          |
| sistemul ortorombic    | rombic-disfenoidic              | D2         | {\displaystyle 222\ }                                                                               | {\displaystyle 222\ }          |
| sistemul ortorombic    | rombic-piramidal                | C2v        | {\displaystyle mm2\ }                                                                               | {\displaystyle mm2\ }          |
| sistemul ortorombic    | rombic-bipiramidal              | D2h        | {\displaystyle 2/m\ 2/m\ 2/m}                                                                       | {\displaystyle m\ m\ m}        |
| sistemul tetragonal    | tetragonal-piramidal            | C4         | {\displaystyle 4\ }                                                                                 | {\displaystyle 4\ }            |
| sistemul tetragonal    | tetragonal-disfenoidic          | S4         | {\displaystyle {\bar {4}}}                                                                          | {\displaystyle {\bar {4}}}     |
| sistemul tetragonal    | tetragonal-bipiramidal          | C4h        | {\displaystyle 4/m\ }                                                                               | {\displaystyle 4/m\ }          |
| sistemul tetragonal    | tetragonal-trapezidal           | D4         | {\displaystyle 422\ }                                                                               | {\displaystyle 422\ }          |
| sistemul tetragonal    | bitetragonal-piramidal          | C4v        | {\displaystyle 4mm\ }                                                                               | {\displaystyle 4mm\ }          |
| sistemul tetragonal    | tetragonal-scalenoedric         | D2d        | {\displaystyle {\bar {4}}2m\ }oder {\displaystyle {\bar {4}}m2}                                     | {\displaystyle {\bar {4}}2m\ } |
| sistemul tetragonal    | bitetragonal-bipiramidal        | D4h        | {\displaystyle 4/m\ 2/m\ 2/m}                                                                       | {\displaystyle 4/m\ m\ m}      |
| sistemul trigonal      | trigonal-piramidal              | C3         | {\displaystyle 3\!}                                                                                 | {\displaystyle 3\!}            |
| sistemul trigonal      | romboedric                      | C3i        | {\displaystyle {\bar {3}}}                                                                          | {\displaystyle {\bar {3}}}     |
| sistemul trigonal      | trigonal-trapezoedal            | D3         | {\displaystyle 32\ } oder {\displaystyle 321\ } oder {\displaystyle 312\ }                          | {\displaystyle 32\ }           |
| sistemul trigonal      | bitrigonal-piramidal            | C3v        | {\displaystyle 3m\ }oder {\displaystyle 3m1\ }oder {\displaystyle 31m\ }                            | {\displaystyle 3m\ }           |
| sistemul trigonal      | bitrigonal-skalenoedric         | D3d        | {\displaystyle {\bar {3}}2/m}oder {\displaystyle {\bar {3}}2/m1}oder {\displaystyle {\bar {3}}12/m} | {\displaystyle {\bar {3}}m}    |
| sistemul hexagonal     | hexagonal-piramidal             | C6         | {\displaystyle 6\ }                                                                                 | {\displaystyle 6\ }            |
| sistemul hexagonal     | trigonal-bipiramidal            | C3h        | {\displaystyle {\bar {6}}}                                                                          | {\displaystyle {\bar {6}}}     |
| sistemul hexagonal     | hexagonal-bipiramidal           | C6h        | {\displaystyle 6/m\ }                                                                               | {\displaystyle 6/m\ }          |
| sistemul hexagonal     | hexagonal-trapezoedric          | D6         | {\displaystyle 622\ }                                                                               | {\displaystyle 622\ }          |
| sistemul hexagonal     | bihexagonal-piramidal           | C6v        | {\displaystyle 6mm\ }                                                                               | {\displaystyle 6mm\ }          |
| sistemul hexagonal     | bitrigonal-bipiramidal          | D3h        | {\displaystyle {\bar {6}}m2}oder {\displaystyle {\bar {6}}2m}                                       | {\displaystyle {\bar {6}}m2}   |
| sistemul hexagonal     | bihexagonal-bipiramidal         | D6h        | {\displaystyle 6/m\ 2/m\ 2/m\ }                                                                     | {\displaystyle 6/m\ m\ m\ }    |
| sistemul cubic         | tetraedric-pentagon-dodecaedric | T          | {\displaystyle 23\ }                                                                                | {\displaystyle 23\ }           |
| sistemul cubic         | bisdodekaedric                  | Th         | {\displaystyle 2/m\ {\bar {3}}}                                                                     | {\displaystyle m\ 3}           |
| sistemul cubic         | pentagon-icositetraedric        | O          | {\displaystyle 432\ }                                                                               | {\displaystyle 432\ }          |
| sistemul cubic         | hexakis-tetraedric              | Td         | {\displaystyle {\bar {4}}3m}                                                                        | {\displaystyle {\bar {4}}3m}   |
| sistemul cubic         | hexakis-oktaedric               | Oh         | {\displaystyle 4/m\ {\bar {3}}\ 2/m}                                                                | {\displaystyle m{\bar {3}}m}   |